# Jürgen Weber (Fußballspieler, 1944)
Jürgen Weber (* 29. Juni 1944 in Dortmund) ist ein ehemaliger deutscher Fußballspieler.

## Spielerkarriere
Nach Engagements bei den unterklassigen Vereinen VfL Hörde und SV Schüren wechselte Jürgen Weber im Sommer 1965 in die Bundesliga zu Borussia Dortmund. Nachdem er zu Beginn der Saison stets in der Startelf stand und durchaus überzeugen konnte, verlor er seinen Stammplatz. Auch im Europapokal der Pokalsieger bestritt er die Erstrunden-Partie in Malta gegen FC Floriana, wobei ihm beim Auswärtserfolg der Treffer zum 5:1-Endstand gelang. Das mit 2:1 nach Verlängerung gewonnene Finale gegen den FC Liverpool sah Weber jedoch nur von der Tribüne aus. In der Liga kam er erst in der Schlussphase der Spielzeit 1966/67 wieder zum Einsatz, wobei ihm unter anderem beim Derby-Erfolg gegen FC Schalke 04 ein Tor gelang. Auch 1967/68 kam der Mittelfeldspieler nur sporadisch für den BVB zum Einsatz.
Daraufhin wechselte Weber zum Aufsteiger Hertha BSC. In Berlin benötigte er einige Zeit, um sich in die Stammelf zu spielen. Am Saisonende konnte er dennoch mit seinem Verein die Klasse halten. In der folgenden Saison bestritt Weber, der mittlerweile zum Angreifer umfunktioniert worden war, dann schon 28 von 34 Partien und hatte mit seinen fünf Toren Anteil daran, dass die Blau-Weißen überraschend den dritten Platz hinter Borussia Mönchengladbach und FC Bayern München belegten. Auch in der Saison 1970/71 konnte dieser Erfolg wiederholt werden. Da Weber jedoch in der Rückrunde seinen Stammplatz verloren hatte, wechselte er 1971 nach Bremen.
Bei Werder Bremen gehörte Jürgen Weber umgehend zum Stammpersonal. Am Ende der Saison 1971/72 belegten die Norddeutschen dennoch nur einen enttäuschenden elften Tabellenplatz.
Im Zuge des Bundesliga-Skandals wurde Weber vom 21. Juni 1972 bis 20. Juni 1974 gesperrt und zu einer Geldstrafe von 15.000 DM verurteilt. Daraufhin wechselte er ebenso wie seine ebenfalls verurteilten ehemaligen Berliner Mannschaftskameraden Volkmar Groß, Arno Steffenhagen, Bernd Patzke und Wolfgang Gayer nach Südafrika zu Hellenic FC, wo er unter dem englischen Trainer Johnny „Budgie“ Byrne den Pokalwettbewerb UTC Bowl und die Vizemeisterschaft gewann. Nach seiner Begnadigung am 26. November 1973 kehrte Weber jedoch postwendend nach Deutschland zurück und unterschrieb einen Vertrag bei Eintracht Braunschweig.
In Braunschweig wurde Weber umgehend Stammspieler und bestritt in der Regionalliga-Saison 1973/74 28 von 36 Ligaspielen. Am Saisonende konnte man den FC St. Pauli auf den zweiten Platz verweisen und sich so für die Aufstiegsrunde zur Bundesliga qualifizieren. Dort distanzierte Webers Verein unter anderem den punktgleichen 1. FC Nürnberg und schaffte so den Aufstieg. Allerdings kam Weber in der folgenden Erstliga-Spielzeit lediglich zu einem Einsatz gegen Fortuna Düsseldorf.
Somit kehrte er der Eintracht nach der Saison den Rücken zu und wechselte zum Ligarivalen Hannover 96. Bei den Niedersachsen bestritt Jürgen Weber in der Spielzeit 1975/76 fast alle Spiele, dennoch konnte er den sofortigen Wiederabstieg nicht verhindern. Im Anschluss an die Saison 1976/77, in der Hannover den Aufstieg verfehlte, beendete Jürgen Weber seine Profikarriere.

## Erfolge
- Europapokal der Pokalsieger: 1966